# 1951 год в музыке

## Выпущенные альбомы
- Perry Como Sings Merry Christmas Music (Перри Комо)

## Родились

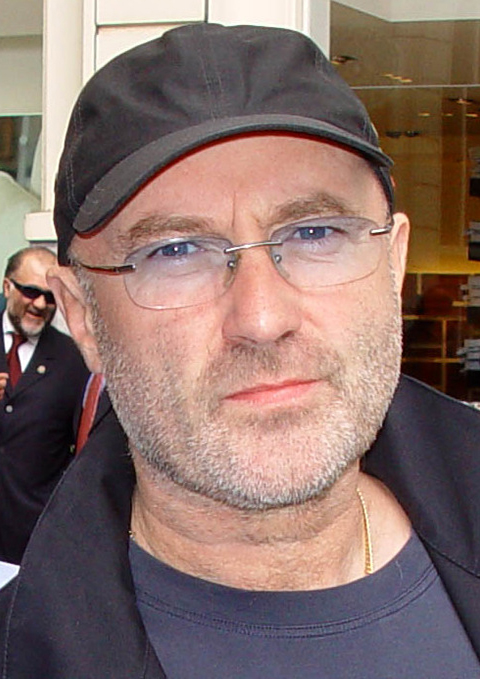
Фил Коллинз

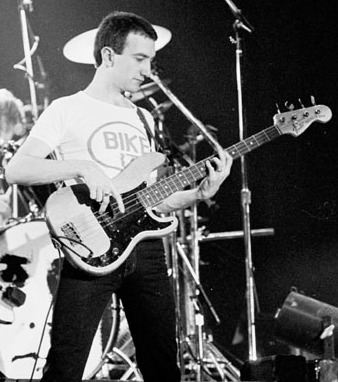
Джон Дикон

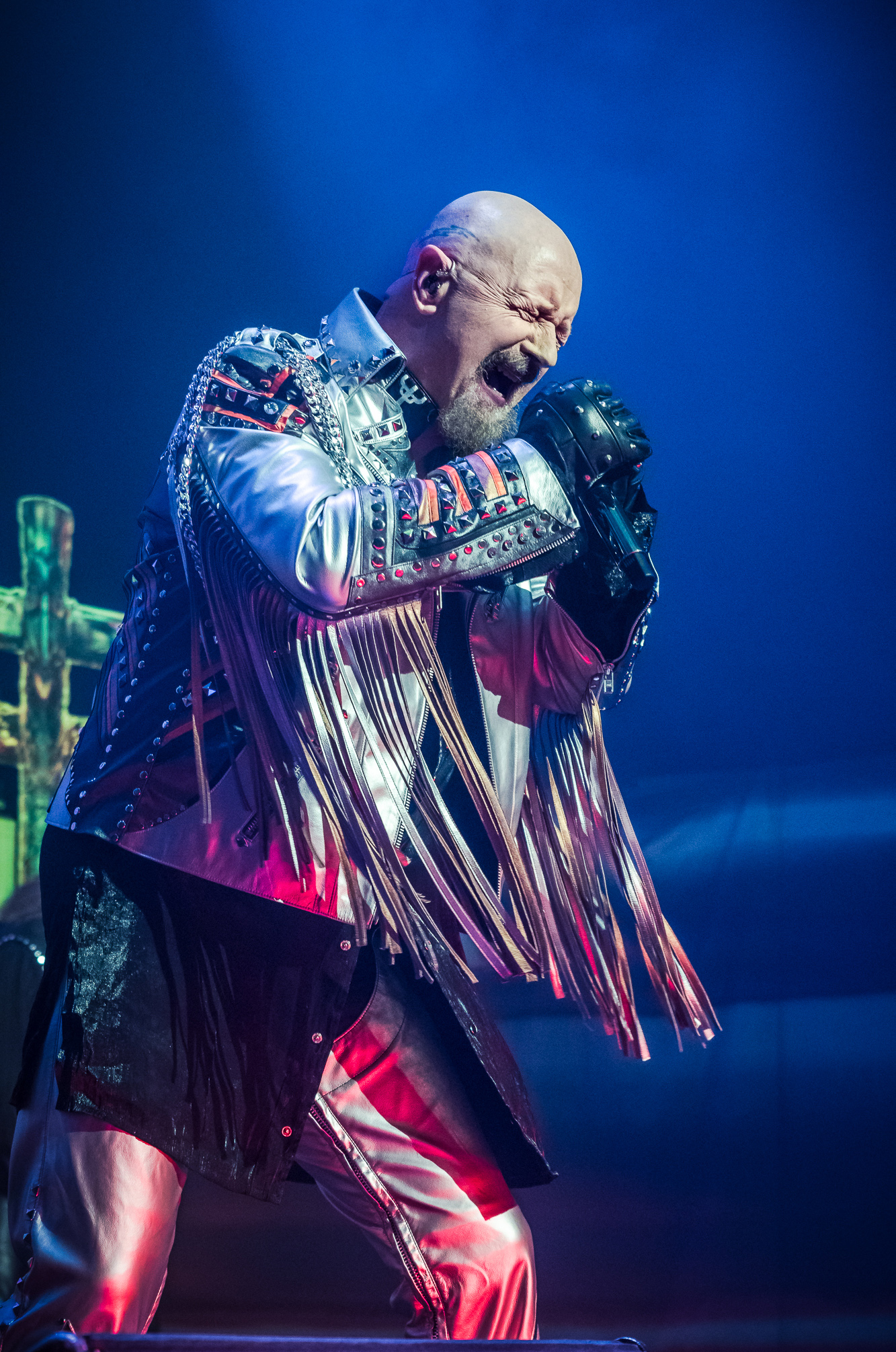
Роб Хэлфорд

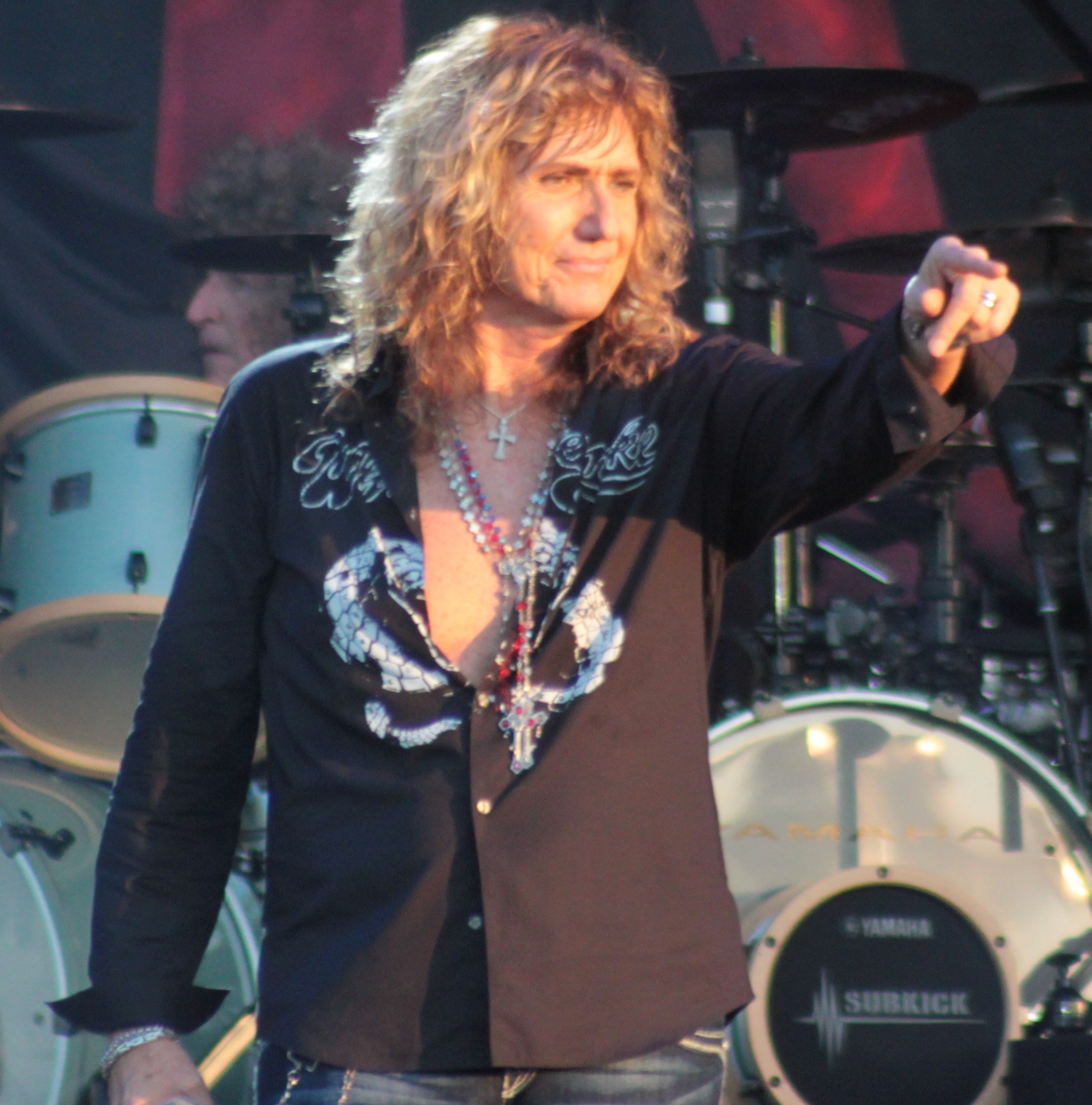
Дэвид Ковердэйл

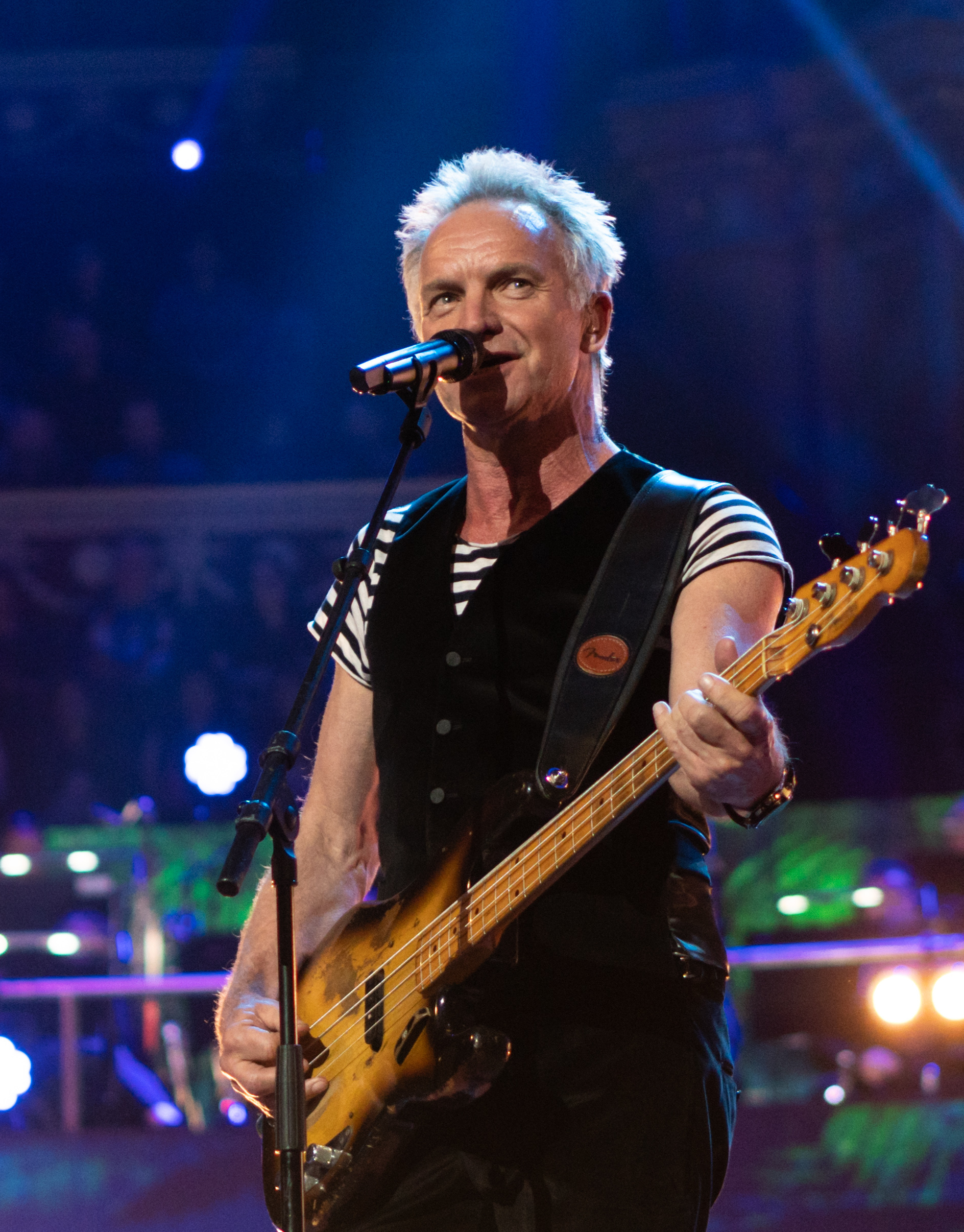
Стинг

### Январь
- 8 января — Дон Кэмпбелл (ум. 2020) — американский танцор и хореограф
- 12 января — Татьяна Таякина (ум. 2023) — советская и украинская балерина и балетный педагог
- 14 января — Михаил Романов (ум. 2019) — советский и российский трубач и музыкальный педагог
- 20 января — Иэн Хилл — британский музыкант, основатель и басист группы Judas Priest
- 28 января — Билли Басс Нельсон[англ.] — американский музыкант, бас-гитарист группы Parliament-Funkadelic
- 29 января — Гегам Григорян (ум. 2016) — советский и армянский оперный певец (тенор)
- 30 января
  - Энди Андерсон[англ.] (ум. 2019) — британский рок-музыкант, барабанщик группы The Cure
  - Фил Коллинз — британский певец, музыкант и автор песен, вокалист и барабанщик группы Genesis
- 31 января — Фил Манзанера — британский музыкант, гитарист группы Roxy Music

### Февраль
- 5 февраля — Элизабет Суэйдос[англ.] (ум. 2016) — американская писательница, композитор, музыкант и театральный режиссёр
- 17 февраля — Ури Катценштейн (ум. 2018) — израильский скульптор, музыкант и создатель музыкальных инструментов
- 21 февраля — Винс Велник[англ.] (ум. 2006) — американский музыкант, клавишник групп The Tubes и Grateful Dead

### Март
- 10 марта — Валерий Мищук (ум. 2022) — советский и российский поэт, композитор и автор-исполнитель
- 27 марта — Саня Илич (ум. 2021) — сербский композитор и клавишник
- 28 марта — Кястутис Антанелис (ум. 2020) — советский и литовский композитор, архитектор и художник

### Апрель
- 8 апреля — Хоан Себастиан[исп.] (ум. 2015) — мексиканский певец и композитор
- 13 апреля — Макс Вайнберг[англ.] — американский музыкант, барабанщик группы E Street Band
- 14 апреля — Пётр Мамонов (ум. 2021) — советский и российский рок-музыкант, актёр, поэт и радиоведущий, лидер группы «Звуки Му»
- 24 апреля — Найджел Харрисон[англ.] — британский музыкант, басист группы Blondie
- 27 апреля — Эйс Фрейли — американский певец и музыкант, вокалист и гитарист группы Kiss

### Май
- 4 мая
  - Джеки Джексон — американский певец и автор песен, вокалист группы The Jackson 5
  - Мик Марс — американский музыкант, гитарист группы Mötley Crüe
- 7 мая
  - Мик Джиллетт[англ.] (ум. 2016) — американский музыкант, трубач группы Tower of Power[англ.]
  - Берни Марсден (ум. 2023) — британский гитарист
- 8 мая
  - Филип Бэйли[англ.] — американский певец и музыкант, вокалист и перкуссионист группы Earth, Wind & Fire
  - Крис Франц — американский музыкант и продюсер, барабанщик группы Talking Heads
- 10 мая — Сьюзан Аллен[англ.] (ум. 2015) — американская арфистка и музыкальный педагог
- 13 мая — Пол Томпсон[англ.] — британский музыкант, барабанщик группы Roxy Music
- 19 мая — Джоуи Рамон (ум. 2001) — американский певец, музыкант и автор песен, вокалист группы Ramones
- 22 мая — Игорь Морозов (ум. 2022) — советский и российский поэт, композитор и автор-исполнитель

### Июнь
- 8 июня — Бонни Тайлер — валлийская певица
- 9 июня — Терри Аттли (ум. 2021) — британский музыкант, бас-гитарист и вокалист группы Smokie
- 13 июня — Ховард Лиз[англ.] — американо-ирландский музыкант, гитарист группы Heart
- 21 июня — Нилс Лофгрен — американский музыкант, гитарист группы E Street Band
- 22 июня — Крейг Грубер (ум. 2015) — американский бас-гитарист
- 28 июня — Сотирия Леонарду (ум. 2019) — греческая певица и актриса

### Июль
- 4 июля — Ральф Джонсон[англ.] — американский музыкант, перкуссионист группы Earth, Wind & Fire
- 6 июля — Виктор Зайцев (ум. 2019) — советский и российский музыкальный продюсер и режиссёр
- 12 июля — Сильвия Шаш — венгерская оперная певица (сопрано)
- 25 июля — Вердин Уайт — американский музыкант, бас-гитарист группы Earth, Wind & Fire
- 31 июля — Карло Каргес (ум. 2002) — немецкий музыкант и автор песен, гитарист группы Nena

### Август
- 2 августа — Фредди Вадлинг (ум. 2016) — шведский певец и актёр
- 4 августа — Павел Ермоленко (ум. 2020) — советский и украинский оперный певец (баритон)
- 8 августа — Лес Бинкс — североирландский музыкант, барабанщик группы Judas Priest
- 18 августа — Владимир Шиш (ум. 2021) — советский и российский валторнист и педагог
- 19 августа — Джон Дикон — британский музыкант и автор песен, бас-гитарист группы Queen
- 20 августа — Лариса Герштейн (ум. 2023) — израильская певица и политическая деятельница советского происхождения
- 21 августа — Гленн Хьюз — британский музыкант, бас-гитарист группы Deep Purple
- 25 августа — Роб Хэлфорд — британский музыкант, автор песен и продюсер, вокалист группы Judas Priest
- 28 августа — Деннис Дэвис (ум. 2016) — американский барабанщик и сессионный музыкант

### Сентябрь
- 4 сентября
  - Кшиштоф Мария Сенявский (ум. 2001) — польский поэт, переводчик, писатель и автор текстов песен
  - Мартин Чемберз[англ.] — британский музыкант, барабанщик группы The Pretenders
- 6 сентября
  - Владимир Ромашкин (ум. 2002) — советский и российский фольклорист, музыкант, кинематографист и музыкальный педагог
  - Шабан Шаулич (ум. 2019) — югославский и сербский певец
- 7 сентября — Крисси Хайнд — американская певица, музыкант и автор песен, вокалистка и гитаристка группы The Pretenders
- 15 сентября — Джефф Фенхольт (ум. 2019) — американский певец, вокалист группы Black Sabbath
- 18 сентября — Ди Ди Рамон (ум. 2002) — американский музыкант и автор песен, басист группы Ramones
- 19 сентября — Михаил Глуз (ум. 2021) — советский и российский композитор и дирижёр
- 22 сентября — Дэвид Ковердэйл — британский певец и автор песен, вокалист групп Deep Purple и Whitesnake
- 24 сентября — Массимилиано Дамерини (ум. 2023) — итальянский пианист
- 28 сентября — Джим Даймонд (ум. [[2015] год в музыке|2015]]]) — шотландский певец и автор песен

### Октябрь
- 2 октября — Стинг — британский певец, музыкант и автор песен, вокалист и басист группы The Police
- 7 октября — Джон Мелленкамп — американский певец, музыкант и автор песен
- 8 октября — Балоглан Ашрафов (ум. 2021) — советский и азербайджанский певец
- 11 октября — Гоа Гил (ум. 2023) — американский и индийский диджей
- 12 октября — Искандер Биктагиров (ум. 2023) — советский и российский татарский певец
- 26 октября — Бутси Коллинз — американский музыкант, бас-гитарист группы Parliament-Funkadelic
- 27 октября — Кеннет Даунинг — британский музыкант и автор песен, гитарист группы Judas Priest

### Ноябрь
- 14 ноября — Алек Джон Сач (ум. 2022) — американский рок-музыкант, бас-гитарист группы Bon Jovi
- 15 ноября — Фрэнк Инфэнт[англ.] — американский музыкант, гитарист и басист группы Blondie
- 18 ноября — Генрих Шифф (ум. 2016) — австрийский виолончелист и дирижёр
- 27 ноября — Гуннар Грапс (ум. 2004) — советский и эстонский музыкант, барабанщик группы «Магнетик бэнд»
- 29 ноября — Йоси Пиамента[англ.] (ум. 2015) — израильский и американский певец, гитарист и автор песен

### Декабрь
- 4 декабря — Гэри Россингтон[англ.] (ум. 2023) — американский музыкант, основатель и гитарист группы Lynyrd Skynyrd
- 14 декабря — Юрий Садовник (ум. 2021) — советский и молдавский певец, музыкант и композитор
- 21 декабря — Маноло Тена[исп.] (ум. 2016) — испанский певец
- 28 декабря — Хью Макдональд — американский музыкант, бас-гитарист группы Bon Jovi
- 30 декабря — Крис Джаспер — американский певец и музыкант, клавишник и автор песен группы The Isley Brothers
- 31 декабря — Том Хэмилтон — американский музыкант, бас-гитарист группы Aerosmith

### Без точной даты
- Сэнди Джонс (ум. 2019) — ирландская певица
- Аммури Мбарек[англ.] (ум. 2015) — марокканский певец, музыкант и композитор

## Скончались
- 17 января — Джоти Прасад Агарвала (47) — ассамский и индийский поэт-песенник, писатель, композитор и кинорежиссёр
- 20 января — Александр Чухалдин (58) — российский и канадский скрипач, дирижёр, музыкальный педагог и композитор
- 12 марта — Гарольд Бауэр (77) — британский и американский пианист, скрипач и музыкальный педагог
- 2 апреля — Симон Барер (54) — русский и американский пианист
- 16 апреля — Адольф Больм (66) — русский и американский танцовщик, хореограф и балетный педагог
- 30 апреля — Эмма Люси Гейтс Боуэн (68) — американская оперная певица (сопрано)
- 4 мая — Луи Аренс (86) — русский и французский оперный певец (тенор)
- 18 мая — Гаспар Агуэро Баррерас (78) — кубинский композитор и музыкальный педагог
- 29 мая — Фанни Брайс (59) — американская комедиантка, певица и актриса
- 19 июня — Альбер Бертлен (78) — французский композитор
- 28 июня — Надежда Брюсова (69) — русский и советский музыковед и музыкальный педагог
- 9 июля — Эгберт ван Элстин[англ.] (73) — американский автор песен и пианист
- 17 июля — Жюльен Поль Блитц (66) — американский виолончелист, дирижёр и музыкальный педагог бельгийского происхождения
- 26 июля — Джузеппе Агостини (77) — итальянский оперный певец (тенор) и музыкальный педагог
- 21 августа — Констант Ламберт (45) — британский композитор и дирижёр
- 14 сентября — Фриц Буш (61) — немецкий дирижёр
- 17 сентября — Джимми Янси (53) — американский пианист, композитор и автор песен
- 30 сентября — Елена Бекман-Щербина (69) — русская и советская пианистка и музыкальный педагог
- 9 ноября
  - Ресуррексьон Мария де Аскуэ (87) — баскский священник, музыкант, писатель и ученый
  - Зигмунд Ромберг (64) — американский композитор венгерского происхождения
- 10 декабря — Константин Алексеев (62) — советский хоровой дирижёр, домрист, музыкальный педагог и композитор
- 12 декабря — Милдред Бэйли (44) — американская джазовая певица
- 15 декабря — Коретти Арле-Тиц (57) — русская и советская певица (лирико-драматическое сопрано) американского происхождения